# Cecilia Payne-Gaposchkin
Cecilia Payne-Gaposchkin (10 de maig de 1900 - 7 de desembre de 1979) va ser una astrònoma i astrofísica britanicoamericana, destacada pel seu descobriment sobre la composició de les estrelles. El 1925, va proposar en la seva tesi doctoral una explicació de la composició de les estrelles en termes d'abundàncies relatives d'hidrogen i heli. Va ser la primera dona a dirigir un departament a Harvard i va ocupar una càtedra al departament d'astronomia des d'on va dirigir diverses tesis doctorals.

## Vida primerenca
Cecilia Helena Payne va ser una dels tres fills nascuts a Wendover, Anglaterra, d'Emma Leonora Helena (de soltera Pertz) i Edward John Payne, un advocat de Londres, historiador i músic consumat. La seva mare provenia d'una família de Prússia i tenia dos oncles distingits, l'historiador Georg Heinrich Pertz i l'escriptor James John Garth Wilkinson. El pare de Cecília Payne va morir quan ella tenia quatre anys, cosa que va obligar la seva mare a fer-se càrrec de la família tota sola.
Va assistir a la St Paul's Girls' School. El 1919, va guanyar una beca pel Newnham College, Universitat de Cambridge, on va estudiar botànica, física i química. A continuació, va assistir a una conferència a càrrec d'Arthur Eddington amb motiu de la seva expedició del 1919 a l'illa de Príncipe al golf de Guinea a la costa oest d'Àfrica per observar i fotografiar les estrelles prop d'un eclipsi solar com una prova de la teoria general de la relativitat d'Einstein. Això va despertar el seu interès per l'astronomia. Va completar els seus estudis, però no li va ser concedit un grau per ser dona. Cambridge no va concedir graus a les dones fins a 1948.
Payne es va adonar que al Regne Unit la seva única opció de fer carrera era només convertir-se en mestra, així ja que va buscar donacions que li permetrien traslladar-se als Estats Units. Després de ser presentada a Harlow Shapley, director de l'observatori de la Universitat Harvard, que justament acabava de començar un programa de postgrau en astronomia, va marxar d'Anglaterra el 1923. Això va ser possible gràcies a una beca per encoratjar dones a estudiar a l'observatori. La primera estudianta n'era Adelaide Ames (1922) i la segona va ser Payne.

## Doctorat
Shapley va convèncer Payne per escriure una tesi doctoral, i el 1925 es va convertir en la primera persona a obtenir un doctorat en astronomia al Radcliffe College (ara part de la Universitat Harvard). La seva tesi era Stellar Atmospheres, A Contribution to the Observational Study of High Temperature in the Reversing Layers of Stars. Els astrònoms Otto Struve i Velta Zebergs van manifestar: "sens dubte la tesi de doctorat més brillant mai escrita en l'astronomia".
Payne era capaç de relacionar amb precisió les classes espectrals d'estrelles amb les seves temperatures reals mitjançant l'aplicació de la teoria de ionització desenvolupada pel físic indi Meghnad Saha. Va demostrar que la gran variació en les línies d'absorció estel·lars era a causa de les diferents quantitats de ionització a diferents temperatures, no per diferents quantitats d'elements. Es va trobar que el silici, el carboni i altres metalls comuns que s'observen en l'espectre del Sol eren presents en aproximadament les mateixes quantitats relatives com ho són a la Terra, d'acord amb la creença acceptada en aquell temps, que sostenia que les estrelles tenien aproximadament la mateixa composició elemental que la Terra. No obstant això, es va trobar que l'heli i particularment l'hidrogen eren molt més abundants (per a l'hidrogen, per un factor d'un sobre un milió). Per tant, la seva tesi estableix que l'hidrogen és el constituent aclaparador de les estrelles (vegeu metal·licitat) i, per tant, era l'element més abundant de l'univers.
Quan es va revisar la dissertació de Payne, l'astrònom Henry Norris Russell la va dissuadir de la presentació de la conclusió que la composició del Sol era predominantment hidrogen i, per tant, molt diferent de la de la Terra, ja que contradeia els coneixements acceptats fins al moment. No obstant això, va canviar d'opinió quatre anys més tard, després d'haver derivat el mateix resultat per diferents mitjans i de la seva publicació. Encara que en el seu article va reconèixer el treball i l'aportació de Payne, Russell ha estat, però, sovint a qui se li atorga el crèdit del descobriment, fins i tot després que la feina de Payne fos acceptada.

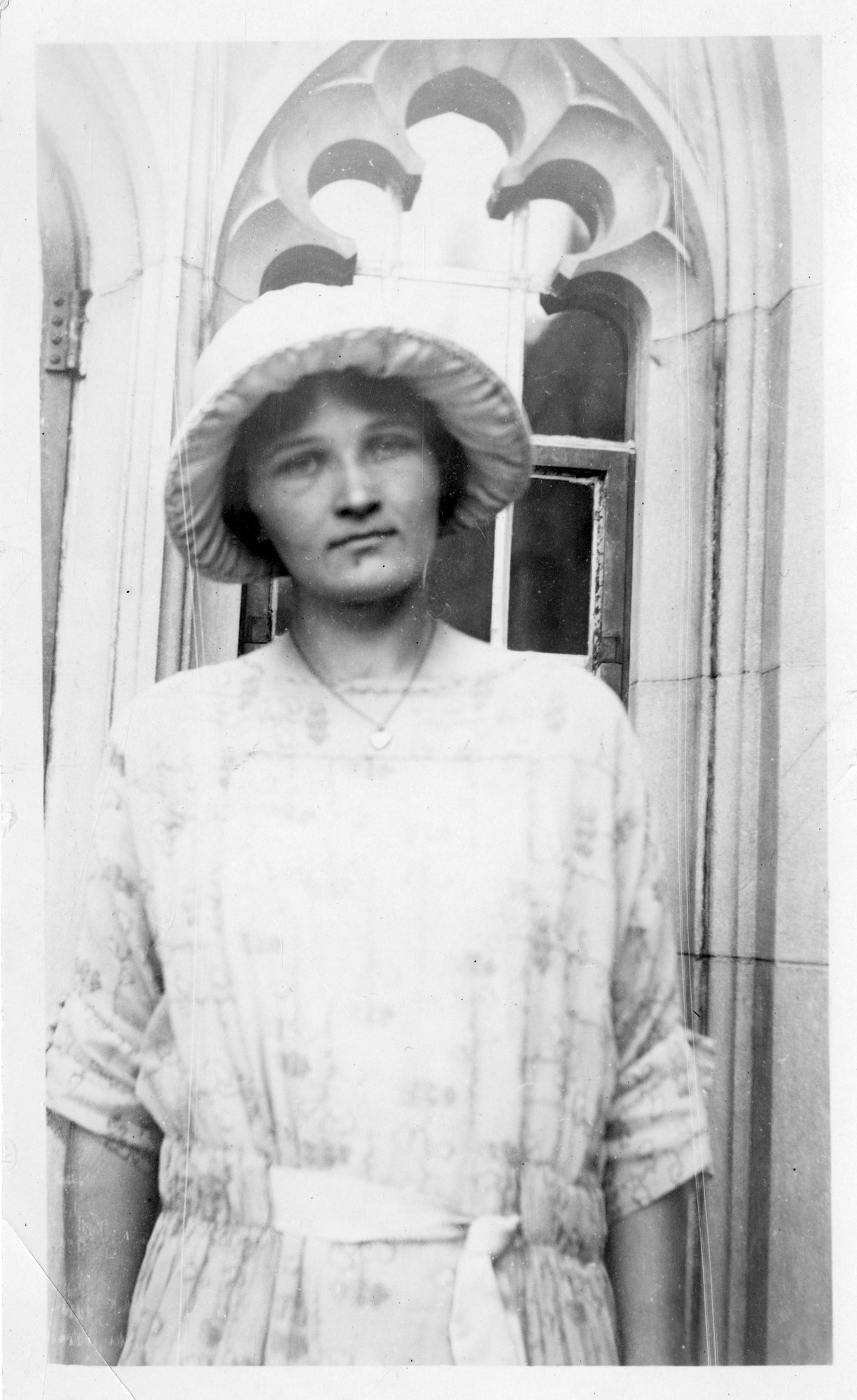
Cecilia Helena Payne Gaposchkin. Harvard College Observatory

## Carrera científica
Després del seu doctorat, Payne va estudiar estrelles d'alta lluminositat per tal de comprendre l'estructura de la Via Làctia. Més tard va inspeccionar les estrelles més brillants que la desena magnitud. A continuació, va estudiar les estrelles variables, fent més de 1.250.000 observacions amb els seus assistents. Aquest treball es va fer extensiu als Núvols de Magalhães, amb un afegit de 2.000.000 d'observacions d'estrelles variables. Aquestes dades van ser utilitzades per a determinar el procés d'evolució estel·lar. Les seves observacions i anàlisi d'estrelles variables, juntament amb el seu marit, van posar la base per a tot el seu treball posterior.
Payne-Gaposchkin va estar científicament activa durant tota la seva vida, passà tota la seva carrera acadèmica a la Universitat Harvard. Al principi, de 1927 a 1938, no tenia una posició oficial, simplement servia com a assistent tècnica de Shapley. En un determinat moment es va plantejar deixar Harvard per la baixa posició que ocupava i el baix salari. No obstant això, Shapley va fer esforços per millorar la seva posició, i el 1938 se li va donar el títol d'astrònoma. Més tard va demanar que aquest títol se li canviés pel de Phillips Astronomer.
El 1943 va ser escollida membre de l'Acadèmia Americana de les Arts i les Ciències. Cap dels cursos que va ensenyar a Harvard van ser registrats en el catàleg fins a 1945. Quan el 1954 Donald Menzel va esdevenir director de l'observatori de la Universitat Harvard, va tractar de millorar el seu nomenament, i el 1956 es va convertir en la primera dona a ser promoguda a professora titular en la Facultat d'Arts i Ciències de Harvard. Més tard, amb el seu nomenament a la Càtedra del Departament d'Astronomia, també es va convertir en la primera dona a dirigir un departament de la Universitat Harvard. Entre els seus estudiants hi ha Helen Sawyer Hogg, Joseph Ashbrook, Frank Drake i Paul W. Hodge, tots van fer importants contribucions a l'astronomia. Payne-Gaposchkin també va supervisar Frank Kameny, que es va convertir en un destacat defensor dels drets dels homosexuals.
Payne-Gaposchkin es va retirar de l'ensenyament actiu el 1966 i posteriorment va ser nomenada professora emèrita de la Universitat Harvard. Va continuar la seva investigació com a membre del personal a l'Observatori Astrofísic Smithsonian.

## Influència en les dones científiques
D'acord amb G. Kass-Simon i Patricia Farnés, la carrera de Payne va marcar un punt d'inflexió en l'observatori de la Universitat Harvard. Sota la direcció de Harlow Shapley i el Dr. EJ Sheridan (a qui Payne-Gaposchkin va descriure com un mentor), l'observatori ja havia ofert més oportunitats en astronomia a dones que altres institucions, i alguns èxits notables havien tingut lloc a principis de segle per a Williamina Fleming, Antonia Maury, Annie Jump Cannon i Henrietta Swan Leavitt. No obstant això, amb el doctorat de Payne-Gaposchkin, les dones van entrar al "corrent principal" i la porta que es va obrir a la comunitat científica àmpliament dominada pels homes va ser-ne una inspiració per a moltes. Per exemple, es va convertir en un model de l'astrofísica com ha assenyalat Joan Feynman, la mare i l'àvia de Feynman la volien dissuadir de dedicar-se a la ciència, ja que creia que les dones no eren físicament capaces d'entendre els conceptes científics. No obstant això, Feynman més tard es va inspirar en Payne-Gaposchkin quan es va trobar amb alguns dels seus treballs en un llibre de text d'astronomia. En veure la investigació de Payne-Gaposchkin publicada d'aquesta manera Feynman es va convèncer que podia seguir la seva passió científica, que de fet segueix.

## Vida personal
Mentre anava a l'escola, Payne va crear un experiment sobre l'eficàcia de l'oració mitjançant la creació de dos grups, un dels quals era un grup de control. Més tard va esdevenir agnòstica. El 1931, Payne es va convertir en ciutadana dels Estats Units. El 1933, en unviatge per Europa, va conèixer l'astrofísic d'origen rus, Serguei I. Gaposchkin a Alemanya. Ella va ajudar-lo a aconseguir un visat per als Estats Units i es van casar el març de 1934; s'establiren en la històrica ciutat de Lexington, Massachusetts, no gaire lluny de Harvard. Van tenir tres fills: Edward, Katherine i Peter. La seva filla la recorda com "una costurera inspirada, una teixidora enginyosa, i una lectora voraç." Ella i la seva família eren membres de la Primera Església Unitària, on va impartir classes d'escola dominical. També va ser activa amb els quàquers. El germà de Payne més jove, Humfry Payne (1902-1936), es va casar amb Dilys Powell, periodista i crítica de cinema, i va esdevenir director de l'Escola Britànica d'Arqueologia a Atenes.
Cecilia Helena Payne va morir a casa seva, a Cambridge (Massachusetts), el 7 de desembre de 1979.

## Cita
Cecilia Payne-Gaposchkin, acceptant el Henry Norris Russell Prize per part de l'American Astronomical Society:
| « | La recompensa del científic jove és l'emoció de ser la primera persona en la història del món que veu o entén alguna cosa. Res es pot comparar amb aquesta experiència ... La recompensa del científic vell és la sensació d'haver vist com un vague esbós es convertia en un paisatge magistral. | » |

## Honors
- Membre electa de la Royal Astronomical Society mentre encara era estudianta a Cambridge, 1923.
- Membre de la Societat Filosòfica Americana (1936).
- Membre de l'American Academy of Arts and Sciences (1943).
- Professora emèrita de la Universitat Harvard (1967).
- Premi del Mèrit del Radcliffe College el 1952.
- Doctorats Honosis Causa per Rutgers University, Wilson College, Smith College, Western College, Colby College, i el Women's Medical College of Pennsylvania.
- L'asteroide 2039 Payne-Gaposchkin porta el seu nom.
- El Premi i Medalla de Recerca Cecilia Payne-Gaposchkin de l'Institut de Física del Regne Unit duu el seu nom.[13]

## Obres
Les seves publicacions acadèmiques més significatives foren: 
- On the Physical Condition of the Supernovae (1936)[14]
- On the Bright Line Spectrum of Nova Herculis (1936)[15]

Va publicar diversos llibres, entre els quals destaquen:
- The Stars of High Luminosity (1930)[16]
- Variable Stars (1938)[17]
- Variable Stars and Galactic Structure (1954)[18]
- Introduction to Astronomy (1956)
- The Galactic Novae (1957)[19]

El 1979 es va publicar la seva autobiografia sota el títol: Cecilia Payne-Gaposchkin: An Autobiography and Other Recollections

### Obituaris
- Gingerich, O. (1982). "Cecilia Payne-Gaposchkin". Quarterly Journal of the Royal Astronomical Society 23: 450.
- Öpik, E. (1979). "Obituary – Cecilia Payne-Gaposchkin". Irish Astronomical Journal 14: 69.
- Smith, E. V. P. (1980). "Cecilia Payne-Gaposchkin". Physics Today 33 (6): 64.
- Vetter, H. F. (2003). "Cecilia Payne-Gaposchkin: Astronomer and pioneer". UU World.